# Calyptrogyne kunorum
Calyptrogyne kunorum är en enhjärtbladig växtart som beskrevs av De Nevers. Calyptrogyne kunorum ingår i släktet Calyptrogyne och familjen Arecaceae. Inga underarter finns listade i Catalogue of Life.